# 無線電掩星

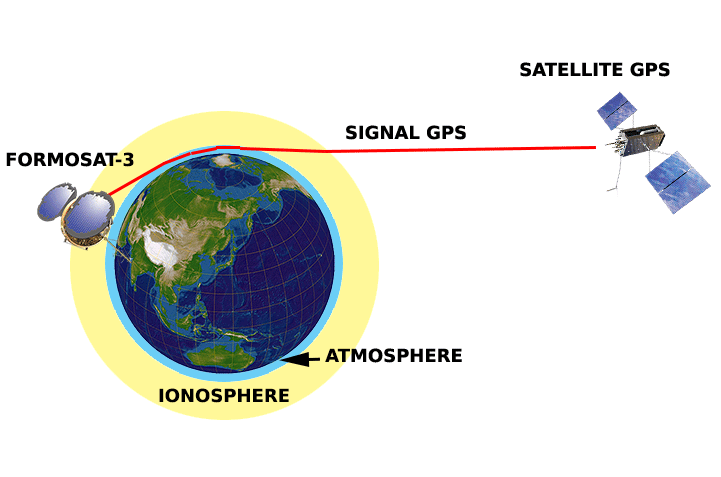
分析串聯的氣象、電離層和氣候觀測星群系統無線電掩星的信號延遲，可以用於大氣探測。

無線電掩星（RO）是用於量測行星大氣或環系統物理性質的一種遙感技術。搭載GNSS無線電掩星儀的衛星包括CHAMP衛星、重力回溯及氣候實驗衛星、氣象業務衛星和最近發射的福爾摩沙衛星七號。

## 大氣無線電掩星
它依靠檢測穿越過行星大氣層，也就是大氣層掩蔽的無線電信號變化。當電磁波輻射穿過大氣層時會被折射，折射的大小取決於正常路徑的折射梯度，也就是折射率梯度取決於密度梯度。當輻射經歷漫長的大氣邊緣路徑時，影響的效果最為明顯。當無線電頻率的彎曲總量不能直接測量時，可以反過來使用都卜勒頻移信號計算和測量彎曲度，給出發射器和接收器的幾何關係。彎曲的總量可以通過使用阿貝耳轉換公式，導出相關的折射率與角度。將無線電掩星技術的資料應用在氣象學上，可以推導出中性大氣層（在電離層之下）的溫度、壓力和水蒸氣的含量的資訊。

## GNSS 無線電掩星
GNSS無線電掩星（GNSS-RO），歷史上也被稱為GPS無線電掩星（GPS-RO或GPS SRO），是一種依賴於GPS（全球定位系統）或更一般地來自GNSS（全球導航衛星系統）衛星的無線電傳輸的無線電掩星。這是一種相對較新的科技（首次應用於1995年），用於進行大氣量測。它被用作天氣預報工具，也可以用於監測氣候變化。該科技涉及一顆低地球軌道衛星從GNSS衛星接收訊號。訊號必須穿過大氣層，並在此過程中發生折射。折射的幅度取決於大氣中的溫度和水蒸氣濃度。
GNSS無線電掩星幾乎是對大氣狀態的即時描述。GNSS衛星和低地球軌道衛星之間的相對位置會隨著時間的推移而變化，從而可以對連續的大氣層進行垂直掃描。
GNSS-RO的觀測也可以從飛機上進行或者在高山上。

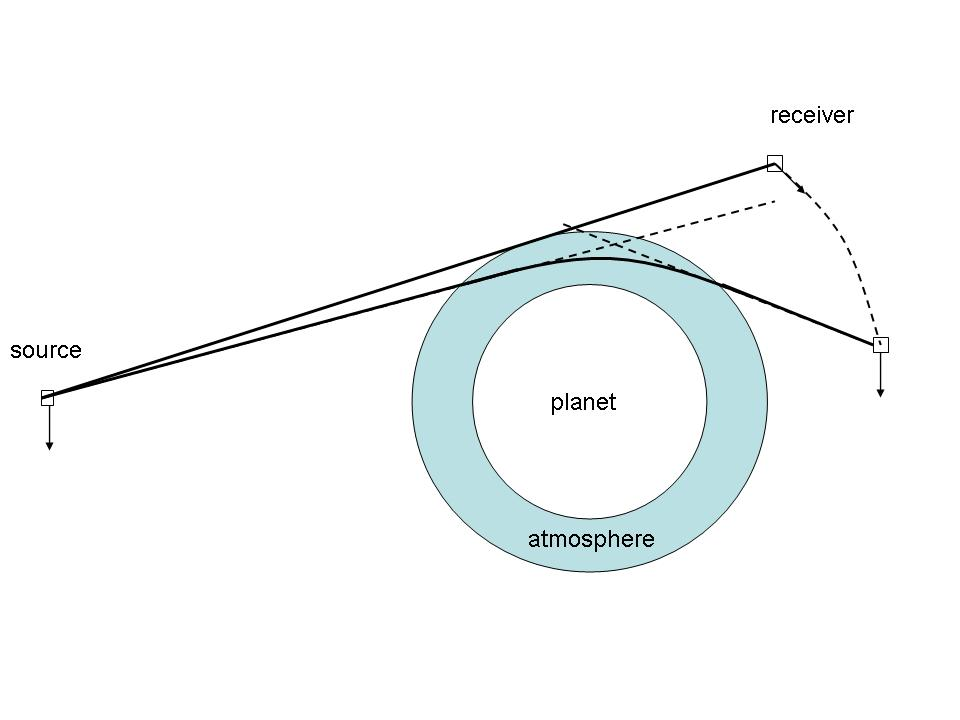
無線電掩星示意圖。

## 行星衛星任務
現時的任務包括新視野號上的電波科學實驗。

## 衛星任務
- CLARREO
- Microlab 1
- 福爾摩沙衛星三號（COSMIC）
- 福爾摩沙衛星七號（COSMIC-2）
- CHAMP
- GRACE
- Oceansat
- 哨兵6號（Sentinel-6 Michael Freilich）
- GRAS sensor onboard MetOp satellite
- Spire LEMUR cubesats
- 云遥一号
- 天目一号

## 外部連結
- COSMIC Project Website
- GeoOptics LLC Website - First commercial operational RO Constellation
- PlanetIQ Website
- ROM SAF monitoring
- ROM SAF website
- ECMWF monitoring
- GENESIS Website